# Estefanía García
Estefania Priscila García Mendoza (ur. 13 maja 1988) – ekwadorska judoczka. Trzykrotna olimpijka. Zajęła dziewiąte miejsce w Londynie 2012 i Rio de Janeiro 2016 i siedemnaste w Tokio 2020. Walczyła w wadze półśredniej.
Uczestniczka mistrzostw świata w 2013, 2014, 2015, 2017, 2018, 2019 i 2021. Startowała w Pucharze Świata w latach 2007, 2010-2016 i 2018-2020. Złota medalistka igrzysk panamerykańskich w 2015 i piąta w 2019. Sześciokrotna medalistka mistrzostw panamerykańskich w latach 2012-2021. Wygrała igrzyska Ameryki Południowej w 2014; trzecia w 2006 i 2018. Zdobyła pięć medali mistrzostw Ameryki Południowej. Druga na igrzyskach boliwaryjskich w 2017; trzecia w 2005 i 2013 roku.
Chorąża reprezentacji podczas ceremonii otwarcia igrzysk w 2016 roku.

## Letnie Igrzyska Olimpijskie 2012
| Konkurencja | Eliminacje           | Klas. końcowa |
| Konkurencja | Przeciwnik I         | Miejsce       |
| ----------- | -------------------- | ------------- |
| 63 kg       | Urška Žolnir (SLO) P | 9.            |

## Letnie Igrzyska Olimpijskie 2016
| Konkurencja | Eliminacje                | Eliminacje                     | Klas. końcowa |
| Konkurencja | Przeciwnik I              | Przeciwnik II                  | Miejsce       |
| ----------- | ------------------------- | ------------------------------ | ------------- |
| 63 kg       | Mamadama Bangoura (GUI) Z | Kathrin Unterwurzacher (AUT) P | 9.            |

## Letnie Igrzyska Olimpijskie 2020
| Konkurencja | Eliminacje                 | Klas. końcowa |
| Konkurencja | Przeciwnik I               | Miejsce       |
| ----------- | -------------------------- | ------------- |
| 63 kg       | Agata Ozdoba-Błach (POL) P | 17.           |